# NBA2K Online
《NBA2K Online》是一款籃球線上遊戲，也是《NBA 2K》系列第一款線上遊戲，由2K Sports、Visual Concepts和騰訊遊戲聯合開發代理。台灣則由遊戲新幹線旗下競網國際代理，並且邀請到勒布朗·詹姆士成為代言人，為台灣第一款NBA籃球線上遊戲。台灣已於2018年3月30日結束營運。
而遊戲也於2018年推出續作《NBA2K Online 2》。